# Clinteria viridissima
Clinteria viridissima är en skalbaggsart som beskrevs av Mohnike 1871. Clinteria viridissima ingår i släktet Clinteria och familjen Cetoniidae. Inga underarter finns listade i Catalogue of Life.